# Joe Cardona
Joe Cardona (* 16. April 1992 in El Cajon, Kalifornien) ist ein US-amerikanischer American-Football-Spieler auf der Position des Long Snappers. Zurzeit steht er bei den Miami Dolphins unter Vertrag. Zuvor spielte er zehn Jahre lang für die New England Patriots in der National Football League (NFL).
Cardona spielte Football an der lokalen Granite Hills High School und absolvierte ein Studium der Betriebswirtschaft an der Akademie der United States Navy in Annapolis. Für die Midshipmen, dem offiziellen College-Football-Team der US Navy, etablierte er sich als einer der besten Long Snapper und Special-Teams-Spieler in der National Collegiate Athletic Association (NCAA). Im NFL Draft 2015 wurde Cardona von den New England Patriots als 166. Spieler ausgewählt. Damit wurde Cardona der erst vierte reine Long Snapper, der in einem NFL Draft verpflichtet wurde. Am 10. September 2015 feierte Cardona sein Debüt gegen die Pittsburgh Steelers. Nachdem er 2015 mit New England noch im AFC-Finale an den Denver Broncos gescheitert war, war er Teil jenes Teams, das 2016 den Super Bowl LI gewann.
Da Cardona noch bis mindestens 2020 ein regulärer Offizier im Dienst der US Navy sein würde (z. B. hätte er im Kriegsfall sofort abkommandiert werden können), wurde für ihn ein spezieller Rookievertrag angefertigt. Er bekam „nur“ 100.000 US-Dollar Handgeld (üblich wäre für einen Neuling seiner Draftposition ca. das Doppelte gewesen), doch bekam er dafür höhere Auflaufprämien. Zudem verrichtete er in der footballfreien Zeit seinen Dienst auf einem Schiff (der USS Zumwalt) und musste sich für jede Saison vom United States Secretary of the Navy (SECNAV) für die NFL freistellen lassen. Für die Saison 2016 erlaubte Ray Mabus ihm und seinem Kollegen Keenan Reynolds von den Baltimore Ravens, bis zum Saisonende Football in der NFL zu spielen.
Zwischen 2016 und 2018 erreichte Cardona mit den Patriots dreimal in Folge die Super-Bowl-Teilnahme, wobei Super Bowl LI und Super Bowl LIII gewonnen wurden. Am 14. Juni 2018 einigte er sich mit den Patriots auf eine Vertragsverlängerung über weitere vier Jahre und insgesamt ca. 4,3 Millionen US-Dollar, am 16. März 2023 unterzeichnete er einen neuen Vierjahresvertrag über 6,3 Millionen US-Dollar.
Am 7. Februar 2023 zeichnete die NFL den Longsnapper-Veteranen mit dem jährlich vergebenen Salute to Service Award aus.
In der Saison 2024 wurde Cardona zum Team Captain ernannt. Drei Tage nachdem die New England Patriots in der siebten Runde des NFL Draft 2025 Longsnapper Julian Ashby ausgewählt hatten, wurde er am 29. April 2025 entlassen und am 9. Mai 2025 von den Miami Dolphins verpflichtet. In seiner Zeit bei den Patriots hatte er 160 von 164 möglichen Spielen bestritten.